# Mahamadou Camara
Ne doit pas être confondu avec Mamadou Camara.
 (juin 2020).
Si vous disposez d'ouvrages ou d'articles de référence ou si vous connaissez des sites web de qualité traitant du thème abordé ici, merci de compléter l'article en donnant les références utiles à sa vérifiabilité et en les liant à la section « Notes et références ».
Pour les articles homonymes, voir Camara.
Mahamadou Camara, né le 18 août 1977 à Paris, est un homme politique et homme de médias malien.

## Biographie
Il a été le Ministre de l'Économie Numérique, de l'Information et de la Communication du gouvernement Moussa Mara (12 avril 2014 au 10 janvier 2015), après avoir été le Directeur de Cabinet du Président de la République du Mali, Ibrahim Boubacar Keïta (septembre 2013 à avril 2014).
Mahamadou Camara est issu de la diaspora malienne de France, ayant un parcours d’entrepreneur, chef d’entreprise et homme politique au Mali. Il dirige en 2020 un groupe d’entreprises qu’il a fondées, dans le secteur de la communication, et plus précisément dans les domaines du conseil, de la presse, de l’affichage et de l’édition.
Marié et père de deux enfants, Mahamadou Camara parle le malinké, le français, l’anglais et l’espagnol.

### Parcours professionnel
Après ses études de gestion à l’Université Paris-Sorbonne et à HEC Paris, il intègre en 2001 le Groupe Coprosa, en tant que secrétaire général de la société Computec Media France, éditrice de magazines de jeux vidéo. En 2003, il rejoint le Groupe Jeune Afrique, en tant que directeur adjoint du magazine Ecofinance, puis directeur délégué au sein de l’hebdomadaire, successivement responsable de la rubrique économie, des Plus, et des hors-série. À partir de 2005, Mahamadou Camara s'occupe du lancement du magazine anglophone The Africa Report, dont il devient l'éditeur jusqu’en 2009. 
Il a fondé et dirige le groupe de communication Impact Media (www.groupeimpactmedia.com), qui regroupe : 
- Les Éditions Princes du Sahel, créées en 2006 (BD, romans, ouvrages professionnels, guides d’affaires),
- Le Journal du Mali (www.journaldumali.com), premier bi-media malien 100% gratuit, lancé en 2009, et le Journal d’Abidjan - www.jda.ci (2016),
- L’agence de communication Impact Media Conseil, créée en 2011,
- La société de communication extérieure Pikasso Mali, installée en 2012.
- La régie publicitaire Impact Media Advertising, agent exclusif de Canal+ Advertising au Mali, créée en 2017.
- La télévision TM1[1] , dont le lancement est programmé pour juillet 2020

### Parcours politique
Sa rencontre avec le futur Président de la République malienne, Ibrahim Boubacar Keïta, alors président du Rassemblement pour le Mali (RPM) date de ses années Jeune Afrique. Il en devient un membre de la garde rapprochée. Porte-parole pendant la campagne électorale de 2013, il participe à la conception du programme et supervise la communication du candidat.
Au lendemain de son investiture, le nouveau Président de la République le nomme directeur de son cabinet, avec rang de ministre, le 11 septembre 2013. Le 12 avril 2014, il le nomme au gouvernement du Premier ministre Moussa Mara en tant que ministre de l’Économie Numérique, de l'Information et de la Communication, au 10 janvier 2015..
En octobre 2016, Mahamadou Camara a été élu membre du Bureau politique national du RPM au poste de secrétaire aux relations extérieures et à l'intégration africaine. À ce titre, il suit les relations du parti avec les autres formations maliennes, mais aussi étrangères, notamment dans le cadre de l'Internationale socialiste.  
Mahamadou Camara est le cofondateur (janvier 2018) et coordinateur général du mouvement citoyen Transformons le Mali! (www.transformonslemali.org), à la fois think-tank et incubateur citoyen. Le 23 juin 2018, le Mouvement présente " Le projet pour la Transformation du Mali ", qui sera proposé à l'ensemble des candidats à l'élection présidentielle de juillet-août 2018. Certaines idées seront reprises dans les programmes de certains candidats.   
En juillet 2018, Mahamadou Camara participe de nouveau à la campagne du candidat Ibrahim Boubacar Keïta, président sortant. Il dirige le pôle communication, composé d'une trentaine de membres, et joue également le rôle de porte parole. IBK est réélu au second tour avec plus de 67% des voix.   
Après l'élection, Mahamadou Camara choisit de se consacrer au développement du Mouvement Transformons le Mali! et au développement de son groupe de communication, notamment à travers le lancement de la chaîne de télévision TM1 et de la radio RM1.    
En mars 2020, il est inculpé et incarcéré pour délit de « complicité de favoritisme » dans une affaire d'acquisition d'équipements militaires, classée sans suite en 2018 et rouverte en 2020. Il est libéré en avril, les poursuites à son encontre ayant été annulées par la Cour d'appel de Bamako au motif d'une erreur judiciaire commise par le tribunal de 1re instance. 